# Henrihs
Henrihs est un prénom masculin letton apparenté à Henri.

## Prénom
- Henrihs Volfs (lv) (mort c. 1609), maître des pièces de monnaie letton
- Henrihs Vorkals (lv) (1946-2018), artiste letton